# Al-Kawkab FC
Der al-Kawkab Football Club (arabisch نادي الكوكب, DMG Nādī l-Kaukab) ist ein saudi-arabischer Fußballklub aus al-Chardsch. Er trägt seine Heimspiele im al-Shoulla Club Stadium aus.

## Geschichte
Der Klub wurde im Jahr 1968 gegründet. Bislang hat der Klub in zwei Spielzeiten in der erstklassigen Saudi Professional League spielen können. Stiegen aber in beiden Fällen direkt wieder ab (1985/86, 1987/88). Direkt eine Saison später stieg man dann auch in die drittklassige Second Division ab. Seitdem wechselt der Klub seine Ligazugehörigkeit immer zwischen dieser und der zweitklassigen First Division.

## Erfolge
- Saudi First Division
  - Meister (1): 1986/87

- Saudi Second Division
  - Meister (3): 1978/79, 2004/05, 2016/17